# 정희자
정희자는 대한민국의 판타지 소설, 과학 소설 작가이다.
《앱솔루트 바디》에 단편 〈지구의 아이들에게〉를 수록하며 데뷔했다. 환상문학 웹진 《거울》에 소설과 서평을 발표하며 활동하고 있다.

## 작품

### 장편
- 《INSERTER》- 1998, 2003년. 제2회 황금드래곤 문학상 및 개인 사이트에 게재.
- 《L.S.D》- 2003년. 제3회 황금드래곤 문학상에 게재. (미완결)
- 《Ready MAID 人生》- 2005~2006년. 조아라 및 개인 사이트에 연재.
- 《코뉴코피아~The Dream of Cornucopia~》- 2008~2009년. 웹진 거울에 연재.
- 《화원의 여왕님》- 2009년~ . 알라딘 창작블로그에서 연재.

### 중단편
- 〈지구의 아이들에게〉- 2007년 10월[1]
- 《달과 아홉 냥》- 2008년 7월, 웹진 거울.
  - 〈용은 우리 마음속에〉
- 《앱솔루트 바디》- 2008년 9월, 해토. ISBN 9788990978745
  - 〈지구의 아이들에게〉
- 《U, ROBOT》- 2009년 2월, 황금가지. ISBN 9788960171923
  - 〈U, Robot〉
- 《커피 잔을 들고 재채기》- 2009년 9월, 황금가지. ISBN 9788960172739
  - 〈소설을 쓰는 사람에 대한…〉
- 《아빠의 우주여행》- 2010년 6월, 황금가지. ISBN 9788994210278
  - 〈해바라기〉